# TFEB
TFEB‏ (Transcription factor EB) هوَ بروتين يُشَفر بواسطة جين TFEB في الإنسان.